# T. K. Padmini
T. K. Padmini (2 mai 1940 - 11 mai 1969) est une peintre indienne. Elle est l'une des premières femmes peintres du Kerala.